# 소우마야 미술관

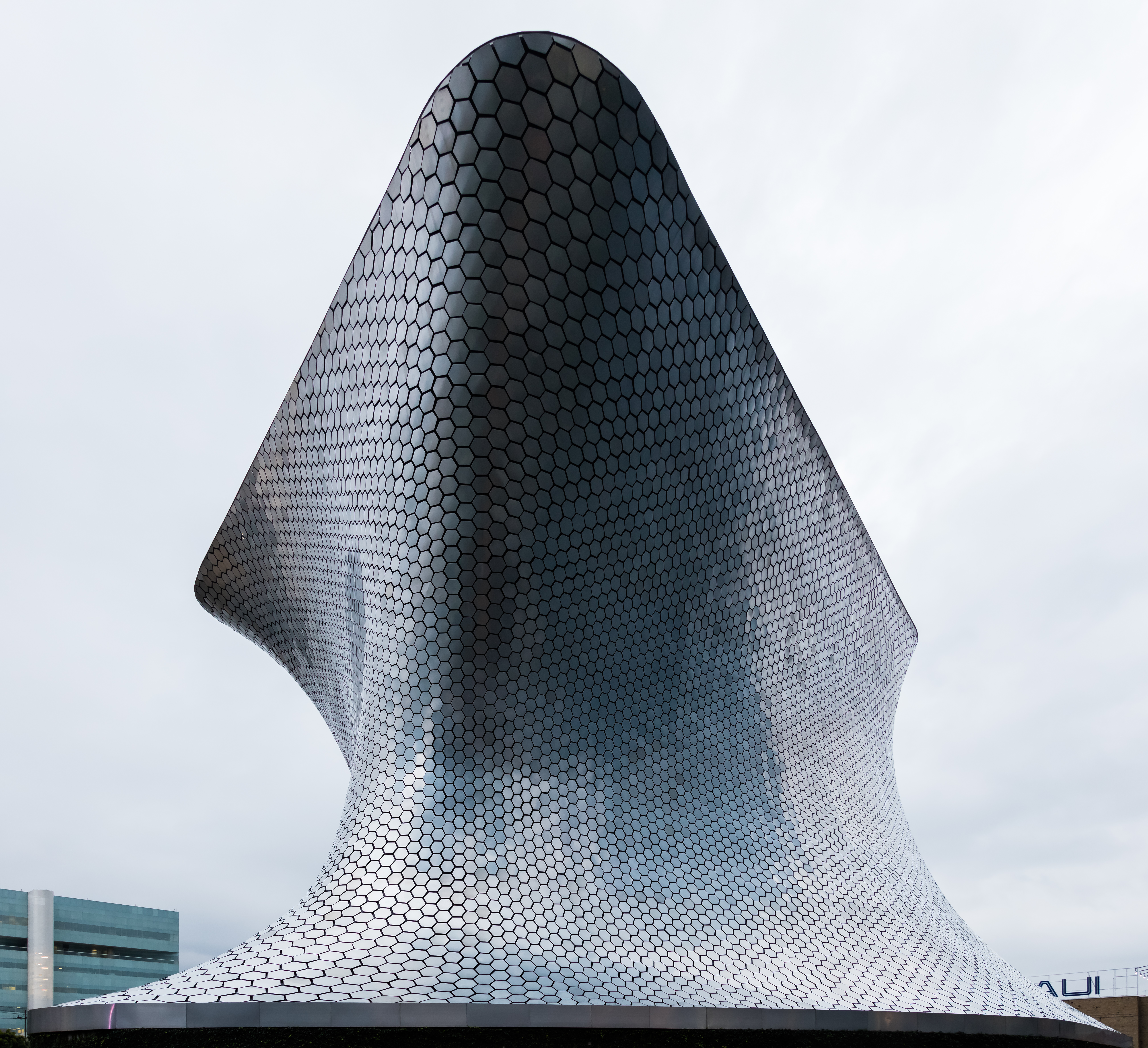

소우마야 미술관(Museo Soumaya)은 멕시코시티의 사립 박물관이자 멕시코시티에 플라자 카르소와 플라자 로레토라는 두 개의 박물관 건물을 보유한 비영리 문화 기관이다. 30세기에 걸친 예술 작품 66,000점 이상을 보유하고 있다. 여기에는 히스패닉 이전 메소아메리카의 조각품, 19세기 및 20세기 멕시코 미술, 유럽의 옛 거장과 오귀스트 로댕, 살바도르 달리, 바르톨로메 에스테반 무리요, 틴토레토와 같은 현대 서양 미술 거장의 광범위한 작품 레퍼토리가 포함되어 있다. 동종의 가장 완벽한 컬렉션 중 하나로 불린다.
이 미술관의 이름은 1999년에 사망한 박물관 창립자인 카를로스 슬림(Carlos Slim)의 아내였던 소우마야 도미트(Soumaya Domit)의 이름을 따서 명명되었다. 이 미술관은 2013년에 1,095,000명의 방문객을 기록하여 멕시코에서 가장 많이 방문한 미술관이자 그 해 세계에서 56번째 미술관이 되었다. 2015년 10월, 박물관은 500만 번째 방문객을 맞이했다. 이 박물관은 슬림의 사위인 페르난도 로메로(Fernando Romero)의 실무자, 프리(fr·ee)가 디자인했다.